# فن كواكواكا-واكو

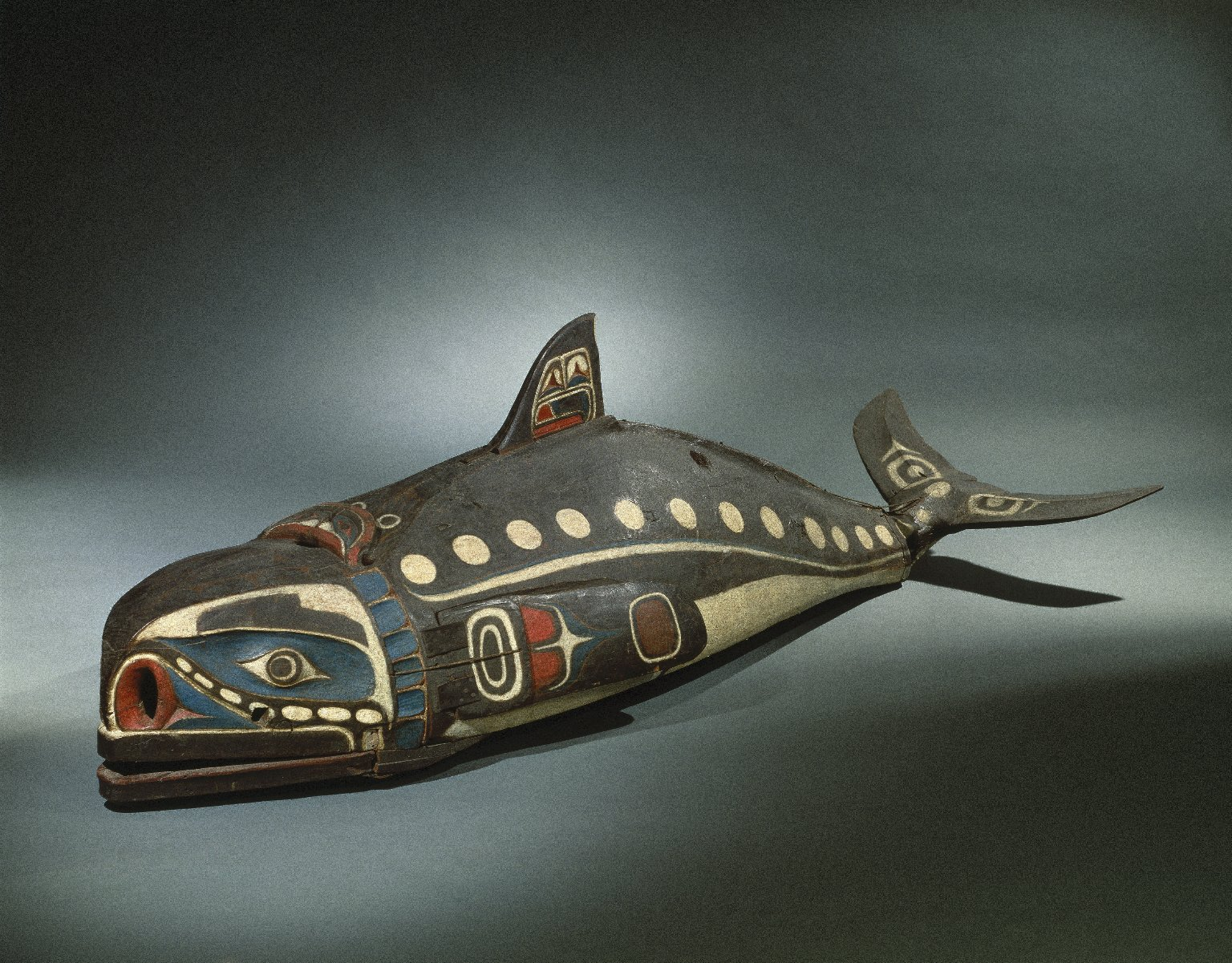

يصف فن الكواكواكا-واكو فن شعوب كواكواكا-واكو في كولومبيا البريطانية. وهي تشمل مجموعة متنوعة من النحت على الخشب والمنحوتات والرسم وأعمال النسيج والرقص. تتجسد فنون الكواكواكا-واكو في أعمدة الطوطم والأقنعة والمنحوتات الخشبية والمجوهرات والملاءات المنسوجة. تُعرف الفنون البصرية بالبساطة والواقعية والتركيز الفني. لوحظت الرقصات في العديد من الطقوس والاحتفالات في ثقافة كواكواكا- واكو. يأتي الكثير مما هو معروف عن فن كواكواكا- واكو من التاريخ الشفوي والاكتشافات الأثرية في القرن التاسع عشر والأشياء الموروثة والفنانين المتفانين الذين تلقوا تعليمهم من تقاليد كواكواكا- واكو.

## الفنانون
يعد تعلم الحرف اليدوية أمرًا أساسيًا في تعليم أفراد القبيلة الشباب. يجري تشجيع الشباب على الانخراط في الأعمال الحرفية، ويُدربون ليصبحوا ذوي خبرة. يُوظف البعض من قبل الزعماء المحليين كنحاتين شخصيين، ويُكلفون بإنتاج هدايا خشبية تحمل رموز المنزل لتوزيعها في بوتلاش. نتجت الثروة التي جاءت عن التجارة في العصر الذهبي لفن البوتلاش في أواخر القرن التاسع عشر، وللحد من هذا الإسراف الملموس، حظرت الحكومة الكندية احتفالات بوتلاش وغيرها من الاحتفالات من خلال القانون الهندي الكندي لعام 1884، مما ساهم في تراجع الإنتاج الفني كما يقول البعض. كان العديد من الفنانين في القرن التاسع عشر وأوائل القرن العشرين يكسبون رزقهم كنحاتين على النحو الموصوف أعلاه، بما أن قراهم كانت تكلفهم بالأعمال. بمجرد تلاشي صدمة المشاركين في بوتلاش كرانمر في عام 1921، وإدراك الحكومات أن السكان الأصليين لم يعودا يعانون من حالة التدهور، شُجع الفن باعتباره وسيلة لكسب لقمة العيش مثلما بدأ في ألاسكا. تقدم لاحقًا بعض من النحاتين ذوي الاستمرارية والخبرة وبعضهم من المتدربين، للمشاركة في إحياء فن كواكواكا- واكو، بمن فيهم دان كرانمر والزعيم ويلي سيويد (1873- 1967)، وتشارلي جيمس والزعيم مونغو مارتن (1879- 1962) وحفيد زوجته أباياه الأكبر، توني هنت (ولد عام 1942) وريتشارد هونت (ولد عام 1951). كانت ماري إبيتس هنت وأباياه مارتن، زوجة مونغو مارتن، فنانتين مهمتين أنتجتا العديد من المنسوجات. سادت التقاليد بأن تكون النساء نساجات، إلا أن إلين نيل (1916- 1966)، وهي ابنة أخت مارتن، أصبحت نحاتة مشهورة.

## الأسلوب
يشبه فن شعوب كواكواكا- واكو الأساليب الأخرى في عالم فن الساحل الشمالي الغربي، ولكن مع اختلافات مهمة. يمكن التعرف على فن كواكواكا- واكو من خلال الشقوق العميقة في الخشب، واستخدام الحد الأدنى من الطلاء بهدف التأكيد. يستخدم فن كواكواكا- واكو، كما الأشكال الأخرى لفن الساحل الشمالي الغربي، «الجناس» أو «الاستعارة (كينينغ)»، وهو أسلوب يملأ الفراغات المرئية بأشكال وزخارف مستقلة، على سبيل المثال: وجه مرسوم في زعنفة حوت.

## المواد
تشمل المواد المستخدمة في فن كواكواكا- واكو كلًا من الخشب والقرون واللحاء والأصداف وعظام الحيوانات والأصباغ المختلفة. بالنسبة للخشب، استُخدم خشب الأرز الأحمر الغربي (عفص مطوي) للمشاريع الكبيرة، إذ ينمو بكثرة على طول الساحل الغربي. استُخدم خشب الأرز الأصفر للأشياء الأصغر حجمًا. يُزيت الخشب أحيانًا للحصول على منحوتات أصغر. يُبخر الخشب لجعله أكثر ليونة. تُستخدم القرون لصناعة الأدوات، وعادة ما تكون أواني للطبخ. للقيام بذلك، يُطرى القرن عن طريق تعريضه للغليان ثم ثنيه ونحته بالشكل المطلوب. بالنسبة للطلاء، يُستخدم حجر المغرة الأحمر جنبًا إلى جنب مع عجينة بيضاء من أصداف المحار وغيرها الكثير من المواد.